# Guilandina
Guilandina là một chi thực vật có hoa trong họ Đậu.